# Cupiennius granadensis
Espèce
Synonymes
- Ctenus granadensis Keyserling, 1877
- Ctenus dolomedes Chamberlin, 1925
- Cupiennius medius Chamberlin & Ivie, 1936

Cupiennius granadensis est une espèce d'araignées aranéomorphes de la famille des Trechaleidae.

## Distribution
Cette espèce se rencontre en Colombie, au Panama et au Costa Rica.

## Description
Le mâle syntype mesure 16,0 mm et la femelle syntype 15,0 mm.

## Étymologie
Son nom d'espèce, composé de granad[a] et du suffixe latin -ensis, « qui vit dans, qui habite », lui a été donné en référence au lieu de sa découverte, la Nouvelle-Grenade.

## Publication originale
- Keyserling, 1877 : Ueber amerikanische Spinnenarten der Unterordnung Citigradae. Verhandlungen der kaiserlich-königlichen zoologisch-botanischen Gesellschaft in Wien, vol. 26, p. 609-708 (texte intégral).